# Quinteto Kassiopeia
Quinteto Kassiopeia
Grupo vocal fundado em 1999, no Conservatório Real de Haia, é formado, entre outros, por Orlanda Velez Isidro, MAtilde Castro, Luísa Tavares, Noa Frenkel, Jan-Willem Schaafsma e Tido Visser, dedica-se a interpretar e gravar o repertório madrigalesco dos século XVI e XVII, trechos célebres dos Livros de Madrigais de Don Carlo Gesualdo, príncipe da Venosa.
website The Kassiopeia Quintet